# Groot-Finland

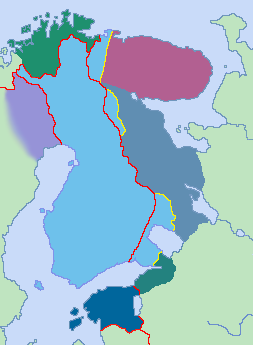
Mogelijke vormen van Groot-Finland.
Het huidige Finland en de gebieden die in 1940-1944 werden verloren aan de Sovjet-Unie
Oost-Karelië
Estland en Ingrië
Finnmark
Tornedal
Kola
De grenzen zijn die zoals overeengekomen bij de Vrede van Tartu (1920) en de Vrede van Parijs (1947).

Het concept rond Groot-Finland (Fins: Suur-Suomi) is een vorm van pan-nationalisme in Finland. Voorstanders ervan willen daarbij alle gebieden die op historische, taalkundige of culturele manier met het huidige Finland of met het Finse volk verbonden zijn verenigen in één land: Groot-Finland. Het idee heeft sinds het einde van de Tweede Wereldoorlog nauwelijks aanhang gekend.

## Visies op Groot-Finland
Er zijn verschillende manieren om Groot-Finland te definiëren:
- De meest voorkomende vorm is die waarbij de nu in Rusland gelegen streek Karelië (tot 1944 Fins grondgebied) met Finland wordt herenigd, samen met andere Russische gebieden die voorheen tot Finland behoorden, zoals Petsamo, de streek rond Salla, vier eilanden in de Finse golf en het gebied rondom Vyborg (Viipuri). De Kareliërs zijn door hun geschiedenis en taal met Finland verbonden.
- De Noorse provincie Finnmark wordt door sommigen eveneens als deel van Groot-Finland gezien. Er wonen namelijk Saami, Bosfinnen en Kvenen. Deze bevolkingsgroepen zijn door hun afkomst, geschiedenis en taal verbonden met de Finnen.
- Ook de visie dat heel Lapland bij Finland zou moeten worden gevoegd komt voor: de Samen zijn door hun taal aan de Finnen verwant.
- Omdat ook daar Samen wonen, wordt door sommigen ook de Zweedse streek Tornedalen als deel van Groot-Finland gezien.
- Anderen willen ook het aan Finland nauw verwante Estland verenigen: de Esten zijn met Finland verbonden door hun taal en afkomst.
- Ook het in Rusland gelegen Ingrië wordt vaak als deel van Groot-Finland beschouwd.